# Manak-Haus
Am Rande der einstigen Siedlung Savamala, an der Ecke der Straßen Kraljevića Marka und Gavrila Principa in der serbischen Hauptstadt Belgrad, befindet sich das Manak-Haus.
Mit dem Beschluss Nr. 277/2 des Instituts zum Denkmalschutz der Stadt Belgrad vom 9. Mai 1963 wurde es zum Kulturdenkmal erklärt. Mit dem Beschluss, der im Amtsblatt „Službeni glasnik SRS“, Nr. 14/79 veröffentlicht wurde, wurde es zum Kulturgut von großer Bedeutung erklärt.

## Geschichte
Savamala war Anfang des 19. Jahrhunderts, neben Palilula, das einzige Siedlungsgebiet, das hauptsächlich von Serben bewohnt war. Es begann von der heutigen Straße Kraljevića Marka und umfasste das Gebiet des Zeleni venac, der Straßen Bosanska (Gavrila Principa) und Abadžijska (Narodnog fronta). Als Fürst Miloš Obrenović in der ersten Hälfte des 19. Jahrhunderts vom türkischen Pascha das Saveufer als Geschenk bekommen hat, hatte es die Gestalt einer Dorfsiedlung mit erdgeschossigen Armenhäusern, baufälligen Fischerhütten und ein paar Zelten. In dem Wunsche aus Belgrad eine moderne Stadt zu machen, hat Miloš Arbeiten an der Regulierung und Transformation dieses Gebiets durchgenommen.
Todor Stefanović Vilovski schreibt über die ersten Versuche zur Regulierung der serbischen Stadt in Belgrad 1834–1836:

„Die Arbeiten zur Regulierung der neuen Stadt und zum Bau staatlicher Objekte ging nicht schnell voran. Die ganze Zeitspanne von 1834 bis 1838 und sogar bis 1842 war damit ausgefüllt. Es scheint, dass sich Fürst Miloš nicht dazu entschließen konnte, Architekten aus Wien herzubringen, wie es ihm Felber vorgeschlagen hat. Es blieb also dabei, dass diese Arbeiten heimische Arbeitskräfte durchführen, d.h. Maurer aus dem alten Serbien, unter denen es geschickte und erfahrene Meister gab, denen es jedoch an größerem Wissen über das Ingenieurwesen und die Architektur fehlte.
Es versteht sich, dass die Regulierung der neuen Stadt nicht so durchgeführt wurde, wie es sich der Fürst und seine Berater vorgestellt haben. Privatpersonen haben Plätze aufgekauft und Häuser gekauft, wo und wie es ihnen gefällt. Neue Straßen konnten sich für ihre Entstehung bei der Natur des Terrains auf dem sie gebaut wurden oder dem gesunden Menschenverstand der Wohnhäuser bedanken, und nicht bei irgendeinem berechneten Plan…
So ist also die Savamala entstanden. Bis dato ein unbesiedeltes und ödes Gebiet, und jetzt das Zentrum des serbischen nationalen politischen und wirtschaftlichen Lebens in Belgrad, dem das Schicksal die Aufgabe vorherbestimmt hat, der Kern der neuen serbischen Stadt zu werden und mit seinem ständigen Fortschritt und seiner Entwicklung den Türken das Überleben in Belgrad unmöglich zu machen.“

Das Manak-Haus zeugt von der Situation vor der Regulierung und der Entstehung der neuen, serbischen Savamala. Im Auftrag des Fürsten mussten die Ingenieure es bewachen, während sie die Savamala abrissen und neue Straßen durchzogen. Die genaue Zeit seines Baus ist unbekannt. Man nimmt an, dass es zur gleichen Zeit errichtet wurde wie die Residenz der Fürstin Ljubica und das Bistro (serbisch кафана kafana) ?.
Es existieren mehrere Legenden in Bezug auf das Haus. Laut mancher Überlieferungen befand sich in ihm die Poststelle des Fürsten Miloš Obrenović. Zur Zeit von Miloš Obrenović gab es weder geregelte Postämter noch Postlinien mit definierten Richtungen und Zeiten des Versands und Eintreffens von Postsendungen. Die Übergabe von Post haben nach Bedarf Briefträger auf Pferden, die sich tatari nannten, erledigt. Aufgrund des Austragens der Briefe haben sich tatari auf ihrem Weg kurz in den Postämtern aufgehalten, wo sie Pferde gewechselt, Rast gemacht und gegessen haben. Die Postämter wurden nach ihnen benannt, und den Überlieferungen nach war eines davon das Manak-Haus, auf der Strecke auf der die tatari Amtsbriefe und Staatsdokumente ausgetragen haben.
Mit diesem alten Bürgerhaus wird auch die Legende, dass sie eigentlich für den türkischen Aga und seinen Harem gedacht war, in Verbindung gebracht. Es ist zweifellos bekannt, dass der Grieche Manojlo Manak das Haus gekauft hat und in den 70er Jahren des 19. Jahrhunderts eine Bäckerei und eine kafana im Erdgeschoss besaß, während er das Obergeschoss als Wohnraum nützte. Von seinem Verwandten Manak Mihailović bekam das Haus auch seinen Namen.
In der Erinnerung der alten Belgrader blieb das Haus als kafana bestehen. Auf dem ältesten Foto des Hauses, das im Museum der Stadt Belgrad aufbewahrt wird, erkennt man eine Aufschrift mit dem Namen Arsa Petrović und davor befinden sich Tische auf dem Gehweg der Straße. Neben interessierten Fotografen haben auch der Architekt Staudinger und der Grafiker Luka Mladenović das Aussehen des Manak-Hauses notiert.

## Architektur
Mit seinen Konstruktionsmerkmalen dokumentiert das Manak-Haus, das sich in der alten Struktur befindet, die Entwicklung Belgrads. An ihm spiegeln sich Bauverfahren, Terrainanpassung und Wohnkultur der damaligen Zeit wider. Es wurde mit einer Art Fachwerk (bondruk) mit Lehmziegeln gebaut und mit Dachziegeln gedeckt. Die Anordnung der Räume ist Folge der vererbten Struktur und des unebenen Terrains. Es hat einen Keller, ein Erdgeschoss, ein Mezzanin und ein Obergeschoss.
Mitte der 1950er Jahre war das Haus eine Ruine und neigte zum Einsturz. Ihr Abriss wurde vereitelt und das Institut für Denkmalschutz der Stadt Belgrad hat von 1964 bis 1968 restaurative und konservative Arbeiten durchgeführt. Das Projekt der tiefgreifenden Rekonstruktion wurde dem Architekten Zoran Jakovljević zugeteilt. Im Zuge dessen wurde das Fundament gestärkt, die Holzkonstruktion ausgetauscht und dabei die Anordnung und Größe der Räume beibehalten. Die Details der Innengestaltung wurden beibehalten – die Holzdecken, Kamine und Treppen. Der Erker wurde durch entsprechende Einzelobjekte aus jener Zeit und ähnlicher Architektur in Belgrad, Grocka und Sopot vollkommen rekonstruiert.
Die Arbeiten wurden zum Zwecke der Einquartierung der ethnografischen Sammlung des Malers Hristofor Crnilović (1886–1963) durchgeführt – einem der seltenen Forscher und Sammler folkloristischen Erbes, der solch eine bedeutende Sammlung an Gegenständen hinterlassen hat, dass sie ein einzigartiges Museum volkstümlicher Kunst darstellt.
Mit dem Vertrag über die Schenkung der Sammlung des Malers und Sammlers Hristofor Crnilović wurde das renovierte Manak-Haus dem Ethnografischen Museum zur Nutzung abgetreten, um die genannte Sammlung zu beherbergen, aufzubewahren und auszustellen.
Heute befinden sich hier auch Werkstätten zur Erlernung traditionellen Handwerks und volkstümlicher Handarbeit – Handweberei und Töpferei sowie eine Schule für klassische Grafiktechniken. Im Erdgeschoss des Manak-Hauses gibt es einen Ethno-Schaukasten. Mit dem Erhalt solch eines architektonischen Denkmals als einzigartiges kulturelles Zentrum mit Ausstellungen, die in diesem Ambiente den Geist des alten Belgrads wiederaufleben lassen, hat das Haus Museumswert und einen Bildungsraum bekommen. 
Heute erzählt es neben den historischen Quellen von der Entwicklung der serbischen Gesellschaft, davon wie sich die Wohnarchitektur und die Wirtschaft jener Zeit entwickelt hat bzw. von der Kontinuität der Architekturentwicklung Belgrads des 19. Jahrhunderts am Hang zur Save.